# 佐用站
佐用站（日语：／ Sayo eki */?）是位於日本兵庫縣佐用郡佐用町，屬於西日本旅客鐵道（JR西日本）與智頭急行的鐵路車站。此站是JR西日本的管轄站。

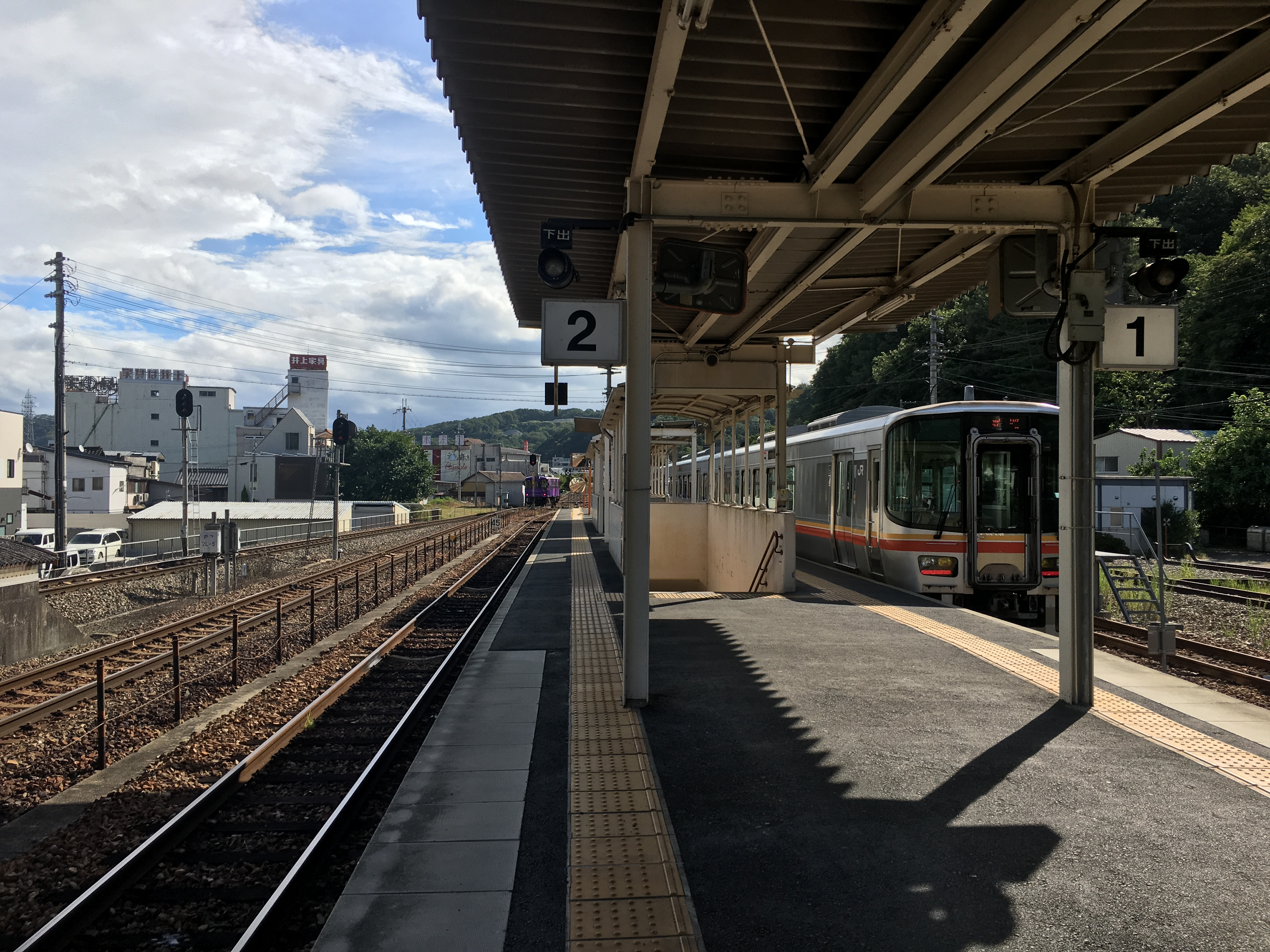
1號與2號月台（2019年8月）

## 車站構造
本站為島式月台2面4線的鐵路車站。

### 月台配置
| JR線月台       | JR線月台 | JR線月台 | JR線月台                         |
| 月台           | 路線     | 方向     | 目的地                           |
| -------------- | -------- | -------- | -------------------------------- |
| 1、2           | 姬新線   | 下行     | 津山方向                         |
| 1、2           | 姬新線   | 上行     | 姬路方向                         |
| 智頭急行線月台 |          |          |                                  |
| 月台           | 路線     | 方向     | 目的地                           |
| 1、2           | ■智頭線  | 下行     | 大原、智頭、鳥取、倉吉方向       |
| 1、2           | ■智頭線  | 上行     | 上郡、姬路、大阪、京都、岡山方向 |

## 使用情況
- JR西日本

1日平均上車人次為448人（2018年度）。
近年1日平均上車人次如下表。
| 上車人次推移       | 上車人次推移 |
| 年度               | 1日平均人數  |
| ------------------ | ------------ |
| 2000年（平成12年） | 494          |
| 2001年（平成13年） | 451          |
| 2002年（平成14年） | 442          |
| 2003年（平成15年） | 468          |
| 2004年（平成16年） | 417          |
| 2005年（平成17年） | 414          |
| 2006年（平成18年） | 370          |
| 2007年（平成19年） | 356          |
| 2008年（平成20年） | 373          |
| 2009年（平成21年） | 373          |
| 2010年（平成22年） | 432          |
| 2011年（平成23年） | 455          |
| 2012年（平成24年） | 468          |
| 2013年（平成25年） | 483          |
| 2014年（平成26年） | 455          |
| 2015年（平成27年） | 461          |
| 2016年（平成28年） | 458          |
| 2017年（平成29年） | 463          |
| 2018年（平成30年） | 448          |

- 智頭急行

| 1日上下車人次推移  | 1日上下車人次推移 |
| 年度               | 1日平均人數       |
| ------------------ | ----------------- |
| 2018年（平成30年） | 404               |

## 相鄰車站
西日本旅客鐵道
 姬新線
■快速（只限下行運行）
佐用 → 上月
■普通
德磨德久－佐用－上月
智頭急行
■智頭線
- 特急「超級白兔」「超級因幡」停靠站

■普通
久崎－佐用－平福

## 外部連結
- 佐用｜車站資訊：JR出門網 - 西日本旅客鐵道
- 佐用站（页面存档备份，存于） - 智頭急行